# Patrick Cowdell
Patrick Cowdell (* 18. August 1953 in Smethwick) ist ein ehemaliger britischer Boxer. 
1974 gewann Cowdell im Bantamgewicht (-54 kg) die Commonwealth Games. Bei den Europameisterschaften im Jahr darauf belegte der den dritten Platz hinter Wiktor Rybakow, Sowjetunion, und Zatscho Andrejkowski, Bulgarien. 1976 nahm Cowdell an den Olympischen Spielen teil und erreichte nach Siegen über Leszek Borkowski, Polen (5:0), Alejandro Silva, Puerto Rico (5:0), und Reynaldo Fortaleza, Philippinen (4:1), das Halbfinale. In diesem stand ihm der spätere Olympiasieger Gu Yong-ju, Nordkorea, gegenüber, dem er mit 4:1 Richterstimmen unterlag und damit das Turnier mit einer Bronzemedaille beendete. 
1977 wurde Cowdell Profi. In seiner bis 1988 dauernden Karriere errang er den britischen Meistertitel und den Europameistertitel im Federgewicht und Superfedergewicht. Sein größter Kampf war eine Herausforderung des WBC-Weltmeisters Salvador Sánchez, dem er 1981 nach 15 Runden per Split Decision (146:140; 148:137; 144:145) unterlag. Ein zweiter WM-Kampf endete für Cowdell 1985 gegen Azumah Nelson bereits in der ersten Runde. Er bestritt als Profi 42 Kämpfe, von denen er 36 gewann (18 KO).